# Australian Stumpy Tail Cattle Dog
Der Australian Stumpy Tail Cattle Dog ist eine von der FCI vorläufig anerkannte Hunderasse aus Australien (FCI-Gruppe 1, Sektion 2, Standard Nr. 351).

## Herkunft und Geschichtliches
Der Australian Stumpy Tail Cattle Dog (engl. Stumpy Tail: Stummelrute) ist nachweislich die erste Rasse, die in Australien für australische Bedürfnisse entwickelt wurde. Die australischen Siedler brauchten einen robusten, intelligenten Hund, um die riesigen halbwilden Rinderherden zu treiben und zu hüten.
Die Ahnen des ASTCD sind vermutlich der Smithfield (rauhaariger, schwarzweißer, englischer Hütehund mit einer natürlichen Stummelrute), der Dingo sowie ein glatthaariger blau-gesprenkelter Collie (Drover Dog?). Der ASTCD hat keine Lohfärbung, weil keine Kelpies eingekreuzt wurden. 
Australian Cattle Dogs mit langer und kurzer Rute wurden anfänglich in der gleichen Klasse ausgestellt. Erst im Jahre 1927 wurden die zwei unterschiedlichen Rassen anerkannt und getrennt ausgestellt. Auf dem Land wurden oft Cattle Dogs mit langer Rute (ACD) mit Stumpy gekreuzt, und Welpen aus dem gleichen Wurf wurden je nach Rutenlänge im entsprechenden Register eingetragen. Aus diesem Grund wurde die Rasse Anfang 1950 de-registriert; einzig der australische Gleniris-Kennel (Queensland) konnte dank einer Spezialbewilligung weiterzüchten. 
Anfang 1980 gab es beinahe keine ASTCD mehr, so dass der Stumpy auf die Liste der seltenen Rassen (rare breed list) gesetzt wurde. 1988 erfolgte der Start eines anspruchsvollen und schlussendlich erfolgreichen Projekts unter dem Patronat des A.N.K.C. (Australian National Kennel Control) mit dem Ziel, den Stumpy vor dem Aussterben zu retten. Der Stumpy heißt seit dem 1. Januar 2002 offiziell Australian Stumpy Tail Cattle Dog. Die Rasse ist seit dem 7. Juli 2005 von der FCI anerkannt (Gruppe 1).

## Beschreibung
Der Stumpy-Rüde hat zwischen 46 und 51 cm Schulterhöhe, die Hündin zwischen 43 und 48 cm. Das Deckhaar ist eher kurz, gerade, harsch mit reichlich weicher Unterwolle. Am Hals sollte das Haar etwas länger sein und eine Krause bilden. Die Farbe sollte einfarbig blau oder blau getüpfelt sein, schwarze Abzeichen sind zulässig; eine weitere zugelassene Farbe ist rot gesprenkelt, hier sind rote Abzeichen erlaubt. 
Die unkupierte Rute hat eine natürliche Länge von maximal 10 cm, sie ist hoch angesetzt, soll aber nicht oberhalb der Rückenlinie getragen werden. Die stehenden Ohren sind mäßig groß, spitz und hoch angesetzt. Trotzdem sollen sie nicht zu eng zusammen stehen. Das Innenohr sollte gut behaart sein und nach vorne zeigen.
Die Standards für den Australian Stumpy Tail Cattle Dog und für den Australian Cattle Dog sind sehr ähnlich. Die Größe der Hunde ist identisch. Die wichtigsten Punkte, die den Stumpy vom ACD unterscheiden, sind:
- Sein Körper ist quadratisch, 1:1 (beim ACD 10 zu 9). Dadurch scheinen seine Beine länger.
- Er hat eine natürliche Stummelrute von höchstens 10 cm Länge.
- Seine Kruppe ist flacher und der Rutenansatz höher.
- Der Stumpy hat einen leichteren Körperbau.
- Das Knie ist weniger stark gewinkelt.
- Der Knochenbau des Kopfes ist feiner, flach zwischen den Ohren und weniger ausgefüllt unter den Augen.
- Die Ohren sind höher angesetzt.
- Lohflecken sind nicht erlaubt (er hat keine Kelpie-Ahnen).
- Körperflecken sind in beiden Farben toleriert.
- Der Stumpy bewegt sich oft im Passgang (wegen der quadratischen Körperform und der im Standard verlangten moderaten Hinterhandwinkelung).

Generell könnte man den ASTCD mit dem alten Kalseky-Typ des ACD vergleichen. Stumpys sind feiner, drahtiger, leichter gebaut und wirken langbeiniger. Sie sind sportlicher und aktiver als die meisten heutigen ACD.

## Wesen
Im Wesen unterscheidet sich der Stumpy stark vom Australischen Cattle Dog. Als Arbeitshund ist der Stumpy meist stark auf seinen Hundeführer fixiert. Im Umgang mit Fremden dagegen ist er oft äußerst scheu und misstrauisch. Er zieht sich lieber zurück – im Gegensatz zum Cattle Dog, der Fremden gegenüber meist aufgeschlossen reagiert. Stumpys können sehr schreckhaft sein (lärmempfindlich). Stumpywelpen brauchen deshalb eine sehr gute, einfühlsame Sozialisierung um den Anforderungen unserer modernen Welt gewachsen zu sein.
Der Stumpy ist in Europa noch wenig bekannt. Er gehört wie der ACD auch nur in erfahrene Hände. Stumpys sind ausgesprochen aktive und intelligente Hunde und eignen sich nicht für Zwingerhaltung. Wie der ACD sind auch sie sehr auf ihren Menschen bezogen und brauchen den engen Kontakt zu ihm.